# Morbus Cushing
Als Morbus Cushing [ˈkʊʃɪŋ] oder Cushingsche Krankheit (selten: Morbus Itsenko-Cushing, um vom Oberbegriff des Cushing-Syndroms zu unterscheiden), benannt nach Harvey Williams Cushing (und nach Nikolaj Michajlowitsch Itsenko), wird eine Erkrankung bezeichnet, bei der ein Tumor in den ACTH-produzierenden (kortikotropen) Zellen der Hirnanhangsdrüse (Hypophyse) zu viel ACTH produziert, wodurch es zu einer vermehrten Stimulation der Nebennierenrinde mit Nebennierenhyperplasie und infolgedessen zu einer übermäßigen Cortisolproduktion kommt. Die Gesamtheit der Krankheitserscheinungen wird als Cushing-Syndrom (Hypercortisolismus, „zu viel Cortisol“) bezeichnet. Das Cushing-Syndrom kann auch von anderen Ursachen herrühren, die dann aber nicht als Morbus Cushing aufgefasst werden.
Synonyme sind: hypophysäres Cushing-Syndrom, kortikotropes Hypophysenadenom, hypophysäres kortikotropes Mikroadenom, Basophilismus und basophiles Adenom.

## Ursachen
Morbus Cushing resultiert, im Gegensatz zum Cushing-Syndrom, aus einer Überproduktion von ACTH (Adrenocorticotropes Hormon) im Hypophysenvorderlappen oder auch aus einer Überproduktion von CRH im Hypothalamus, welches die Produktion des glandotropen Hormons ACTH stimuliert. Er beruht also nicht auf dem Vorhandensein von zu viel Cortisol an sich (Cushing-Syndrom – beispielsweise durch einen Nebennierentumor), sondern auf der zentralen Überproduktion von Liberinen oder glandotropen Hormonen, welche sekundär eine Überproduktion des Hormons Cortisol verursachen.
Eine Überproduktion von ACTH geht dabei mit einer verstärkten Pigmentierung der Haut einher. Dies liegt begründet in der Produktion von ACTH, welches ebenso wie α-MSH aus seinem Vorläufer POMC gewonnen wird.
Eine notwendige Voraussetzung für Morbus Cushing sind in allen Fällen autonome Zellverbände, die nicht mehr auf den natürlichen, negativen Feedback-Mechanismus reagieren.

## Krankheitsbild
Im Jahr 1937 fasste Harvey Cushing die Symptome zu einem Krankheitsbild zusammen. Das klinische Krankheitsbild entspricht im Allgemeinen dem Cushing-Syndrom:
Symptome der Erkrankung können ein rundes Mondgesicht, Stammfettsucht (dünne Arme und Beine, dicker Rumpf mit „Stiernacken“), Gewichtszunahme, verringerte Muskelmasse und erhöhte Knochenbrüchigkeit (Osteoporose), erhöhter Blutdruck (arterielle Hypertonie), Störungen des Kohlenhydratstoffwechsels (erhöhter Durst und häufiges Wasserlassen), Impotenz und bei Kindern eine Kombination aus Wachstumsstörung und Adipositas sein. Die erhöhte Glukoneogenese bewirkt eine diabetische Stoffwechsellage, die einen Steroid-Diabetes nach sich ziehen kann.

## Diagnose und Therapie
Neben dem charakteristischen Erscheinungsbild des Cushing-Syndroms gibt es zahlreiche endokrinologische Tests zum Nachweis, zum Ausschluss oder zur Differenzierung des Cushing-Syndroms (siehe dort).

Ferner ist bei Verdacht auf Tumoren eine Bildgebung mittels MRT möglich, wobei der Tumor nicht immer sichtbar ist.
In therapeutischer Hinsicht bestehen folgende Optionen: transnasale oder transsphenoidale operative Adenomentfernung, Bestrahlung des Adenoms (Radiotherapie), medikamentöse Blockade der ACTH-Sekretion durch das Somatostatinanalogon Pasireotid, bei Erfolglosigkeit bilaterale Adrenalektomie mit anschließender lebenslanger Glukokortikoid- und Mineralokortikoid-Substitution.
Zwecks der Entwicklung einer neuen, nicht-invasiven Behandlungsstrategie gegen Morbus Cushing wird seit einigen Jahren auch Silibinin aus der Mariendistel erforscht.